# Chevrolet 150
Chevrolet 150 foi um modelo de carros da Chevrolet de 1953 a 1957 tendo como sua base inicial o Chevrolet Bel Air sendo um modelo mais simples e barato para atender o público.